# Finalmente l'alba (film 2023)
Finalmente l'alba è un film storico del 2024 scritto e diretto da Saverio Costanzo.

## Trama
Roma, 1953. La giovane Mimosa vive insieme alla famiglia di modesta estrazione sociale; la ragazza è promessa in sposa all'insipido poliziotto Angelo, e l'unica evasione dalla sua vita monotona è recarsi al cinema con la madre e la sorella Iris. Un giorno, dopo aver assistito a un film neorealista con Alida Valli, le tre vengono avvicinate da un equivoco impresario che propone a Iris di fare un provino da comparsa per un film di genere peplum ambientato nell'antico Egitto che si sta girando a Cinecittà, il quale avrà come protagonista la star di Hollywood Josephine Esperanto. Entrambe le sorelle sosterranno il provino: Iris, più bella e disinibita, otterrà la parte, mentre Mimosa viene esclusa dopo aver rifiutato di mostrarsi svestita ai produttori.
Dopo il fallimentare provino, Mimosa si aggira per una Cinecittà minacciosa e piena di pericoli, tra cui una leonessa in gabbia che tenta di assalirla; capitata per sbaglio in una sala montaggio assiste a un cinegiornale dal quale apprende dell'omicidio di Wilma Montesi, avvenuto la sera prima. Infine, in un corridoio, incrocia lo sguardo con la stessa Josephine: questa, inaspettatamente, la chiama per il ruolo di una sua ancella, scalzando un'altra comparsa più bella e avvezza alla cinepresa. Mimosa prende così parte alla registrazione della monumentale scena finale del kolossal, che la emoziona profondamente; nota tuttavia delle tensioni tra Josephine, la sua coprotagonista Nan Roth e il protagonista maschile Sean Lockwood. Al termine delle riprese, Josephine rivolge un saluto a Mimosa e le dona un seducente abito rosso e delle scarpe, scatenando l'invidia delle altre comparse.
Mimosa esce dallo studio a notte fonda, quando tutti se ne sono andati; mentre cerca Iris e la madre, si imbatte per caso nell'auto su cui viaggiano Josephine e Sean, guidata dal mercante d'arte italoamericano Rufo Priori. L'attrice insiste per accompagnare a casa Mimosa, che accetta un passaggio; in auto, la ragazza dirime le tensioni tra lei e Sean, che soffre il confronto tra la propria bravura e quella di Josephine, della quale tra l'altro è innamorato. Questo fa sì che Josephine decida di portare con sé Mimosa alla trattoria dove cenerà col resto del cast, al quale presenta la sua nuova amica assegnandole la fittizia identità di Sandy, poetessa svedese. Durante la cena, Josephine viene attaccata da Nan Roth che ritiene la sua attitudine divistica da vecchia Hollywood ormai surclassata e fuori luogo, a differenza del proprio stile improntato al naturalismo; Josephine tronca il confronto andando via con una scenata da diva.
Il gruppo si reca quindi in una sontuosa villa dove si sta svolgendo una festa tra VIP: Mimosa scopre con orrore di trovarsi a Capocotta, poco distante dal luogo in cui è stata ritrovata Wilma Montesi. Alla festa, Josephine continua a presentarla a tutti come la poetessa Sandy, e le fa conoscere perfino Alida Valli, la quale la mette in guardia dai comportamenti di Josephine: l'attrice è infatti estremamente volubile, e gode nel disporre della vita di chi le sta vicino. Più tardi, infatti, Josephine nota che Sean fa ballare Mimosa, e ingelosita decide di punire la ragazza costringendola a recitare una poesia in svedese di fronte a tutti i convenuti. Presa dal panico, Mimosa rimane zitta e immobile e scoppia a piangere, ma i presenti credono si tratti di una performance artistica e le tributano grandi applausi e complimenti; questo attira però le attenzioni di un viscido produttore che la fa oggetto di sconvenienti avances; fuggendo da lui, Mimosa si imbatte in altre losche attività che la terrorizzano: verrà salvata da Sean, il quale, confondendo la sua spontaneità con l'immensa bravura di un'attrice, le dichiara il proprio amore. Dopo averle fatto sniffare della cocaina, Sean consuma un rapporto sessuale con lei.
Mimosa si sveglia poco prima dell'alba: la festa è terminata, Josephine, Sean e Priori se ne sono andati e lei trova una lettera scritta in inglese su un foglio che reca il logo dell'Hotel Hassler, vicino a Trinità dei Monti; credendola una lettera d'amore di Sean, vi si reca con mezzi di fortuna, non prima di essersi imbattuta nella croce di legno che segna il punto in cui è stato trovato il corpo di Wilma Montesi. All'Hotel, Mimosa riesce a parlare con Sean, che tuttavia si rimangia la dichiarazione della sera prima e liquida la ragazza dicendo che le loro vite sono incompatibili; le rivela inoltre che la lettera non è sua, ma di Josephine. Introdottasi di soppiatto nella camera dell'attrice, Mimosa la spia mentre si scioglie il trucco; accortasi della sua presenza, Josephine le mostra il suo vero, tristissimo volto prima di salutarla per sempre. Nella hall, Mimosa trova Priori, che le rivela che la lettera scritta da Josephine è in realtà una bellissima poesia nella quale ella esprime il suo impossibile desiderio di una vita felice; l'uomo si offre di accompagnarla a casa, ma la ragazza rifiuta cordialmente.
Mimosa scende la scalinata di Trinità dei Monti in totale solitudine; davanti alla Fontana della Barcaccia incontra la leonessa vista a Cinecittà, nel frattempo scappata dalla sua gabbia: pur intimorita la ragazza non fugge, ma prosegue per la sua strada. In un primo momento sembra che la leonessa la attacchi, ma subito dopo le due proseguono fianco a fianco lungo Via dei Condotti.

## Produzione

### Sviluppo
Il regista del film Saverio Costanzo, durante un'intervista per Variety, ha spiegato del suo film:
"È un film sul mondo dello spettacolo. Quindi è chiaramente un film sulle ambizioni, sulla vanità. Dal momento che questi personaggi provengono dal mondo del cinema e stanno girando un film, ci sono molti film dentro questo film. È come una scatola cinese."

### Cast
Il 17 agosto 2022 la rivista statunitense Deadline ha annunciato che Lily James e Willem Dafoe si erano uniti al cast del film, poco dopo l'arrivo di Rebecca Antonaci e Rachel Sennott. Il 18 agosto si è infine unito al cast anche Joe Keery, star della serie TV Stranger Things.

### Riprese
Le riprese del film si sono svolte dal 29 agosto al 15 ottobre 2022, negli studi di Cinecittà e in altre location di Roma, tra cui Villa dei Quintili e piazza di Spagna.
Il budget della pellicola è stato di 29105197 € esatti.

## Promozione
La prima clip del film è stata diffusa online il 25 luglio 2023 mentre il primo trailer è stato diffuso il 19 gennaio 2024.

## Distribuzione
Il film è stato presentato in anteprima mondiale in concorso alla 80ª Mostra internazionale d'arte cinematografica di Venezia il 1º settembre 2023 ed è stato distribuito nelle sale cinematografiche italiane da 01 Distribution a partire dal 14 febbraio 2024, dopo essere stato inizialmente previsto per il 14 dicembre.

## Accoglienza

### Incassi
Il film ha debuttato il 14 febbraio 2024 incassando nella prima giornata 31801 €, con 4 939 biglietti venduti. Al 17 febbraio ha incassato 307245 € a fronte di 48 355 biglietti venduti.

### Critica
Il sito web Rotten Tomatoes il film riceve il 40% delle recensioni professionali positive, con un voto medio di 5.5/10, basato su 12 recensioni.

## Riconoscimenti
- 2023 – Mostra internazionale d'arte cinematografica
  - In concorso per il Leone d'oro
- 2024 – Nastro d'argento
  - Migliore scenografia a Laura Pozzaglio
  - Migliori costumi a Antonella Cannarozzi
  - Premio Guglielmo Biraghi a Rebecca Antonacci
  - Candidatura al miglior sonoro in presa diretta a Gaetano Carito
- 2024 – Globo d'oro[15]
  - Miglior giovane promessa a Rebecca Antonaci
  - Candidatura alla miglior attrice a Rebecca Antonaci